# Музика Еріха Цанна
«Музика Еріха Цанна» (англ. The Music of Erich Zann) — містичне оповідання Говарда Лавкрафта, написане у 1921 році. Вперше було опубліковане в журналі National Amateur у березні 1922 року. Українською видане у 2016 році.
Оповідь ведеться від імені студента факультету метафізики, який познайомився з сусідом-скрипалем, котрий грав незвичайну музику. Але це знайомство в результаті підірвало як фізичне, так і психічне здоров'я студента.

## Сюжет
Молодий студент шукає житло і заходить на вулицю Рю д'Осей, яка зразу здається йому дивною. Вулиця відрізняється від решти міста архітектурою і тим, що всі її жителі старі. Студент винаймає кімнату в майже порожньому будинку, найвищому на вулиці. Ночами він чує дивну музику і дізнається від власника будинку, що її грає скрипаль Еріх Цанн по приходу з роботи. Оповідач вирішує познайомитися зі скрипалем, якого вважає справжнім генієм.
Цанн виявляється німим і спочатку не бажає спілкуватися, але, зрозумівши добрі наміри оповідача, дозволяє йому послухати свою гру на скрипці. Почавши гру, Цанн раптово лякається заштореного вікна і намагається прогнати слухача з кімнати. В записці він просить вибачити його дивацтва і дозволяє приходити до нього і надалі. Впродовж кількох днів характер музики змінюється, перетворюючи її в какофонію. Сам скрипаль стає наляканим і виявляє явний страх перед вікном. Під час одного з відвідувань порив вітру розбиває вікно, студент заглядає в нього і бачить замість міста чорноту, в якій помічає якийсь рух. Цанн в цей час продовжує грати. Наляканий студент тікає з будинку і біжить до освітлених вулиць.
Після цього йому більше ніколи не вдавалося знайти ні вулицю Рю д'Осей, ні згадок про Еріха Цанна.

## Вплив

### Музика
- Бельгійський рок-гурт Univers Zéro випустила композицію «La musique d'Erich Zann» на своєму альбомі 1981 Ceux du dehors. Згідно із заявою барабанщика і лідера гурту Деніела Дениса, всі учасники прочитали розповідь перебуваючи в студії та відразу розпочали імпровізувати.
- Зображення Еріха Цанна потрапило на обкладинку альбому 1987 Cacophony британського анархо-панк-гурту Rudimentary Peni, натхненної життям і розповідями Лавкрафта.
- У 1988 році німецький метал-гурт Mekong Delta випустила концептуальний альбом The Music of Erich Zann.
- Угорський метал-гурт Without Face випустила пісню «The Violin of Erich Zann» на своєму альбомі 2002 Astronomicon.
- Валлійський музикант Джим Джапп взяв псевдонім Eric Zann, під яким випустив у 2005 році один альбом на лейблі Ghost Box Music.
- Грецький дез-метал-гурт Septic Flesh відсилає до історії у своїй пісні «Lovecraft's Death», на альбомі 2008 Communion
- Німецький проєкт Forma Tadre у 2008 році випустив альбом The Music of Erich Zann.
- У 2009 році український композитор Олексій Войтенко написав твір «The Music of Erich Zann» як соло на скрипці, а у 2010 році для соло на контрабасі.
- Французький композитор Клод Балліф написав композицію «The Music of Erich Zann».
- Партію для скрипки, що носить таку ж назву, написав американський композитор Реймонд Уайлдінг-Уайт разом з Юджином Гротовічем.
- Композитор Стівен Тош написав твір для фортепіано та віолончелі, названий «The Music of Erich Zann».

### Кінематограф
- The Music of Erich Zann (1980) — короткометражний фільм режисера Джона Страйсіка[2].
- The Music of Erica Zann (2002) — фільм режисера Джеремі Хечлера[3].
- Die Musik des Erich Zann (2005) — німецький короткометражний ляльковий мультфільм режисера Анни Гаврілоу. У цій адаптації Еріх Цанн грає на роялі[4].